# 阔达藏族乡
阔达藏族乡，是中华人民共和国四川省绵阳市平武县下辖的一个乡镇级行政单位。

## 行政区划
阔达藏族乡下辖以下地区：
铁龙村、旧庄村、阔丰村、仙坪村、岭岗村和筏子头村。